# Alexandrúpoli
Alexandrúpoli (görögül: Αλεξανδρούπολη, Alexandroúpoli, vagy Aλεξανδρούπολις, Alexandroúpolis, bolgárul: Дедеагач, latinul: Alexandropolis, törökül: Dedeağaç) város Görögország északkeleti részén, Kelet-Makedónia és Thrákia régióban. A város Evru prefektúra székhelye.

## Földrajz
Alexandrúpoli a Trák-tenger partján helyezkedik el. A város 14 km-re található az Évrosz delta-torkolatától, 40 km-re a török határtól, 300 km-re Thesszalonikitől és 750 km-re Athéntől. A város körül több kisebb halászfalu helyezkedik el, mint Mákri és Díkella. A 2001-es felmérés szerint a város lakossága 48 885 fő, de a vonzáskörzetével együtt 70 000 fő volt. A város területe 642,245 km², ami Görögországban a negyedik legnagyobb. A város környékén lévő legnagyobb település Mákri a 840 főnyi lakosságával.

## Történelem

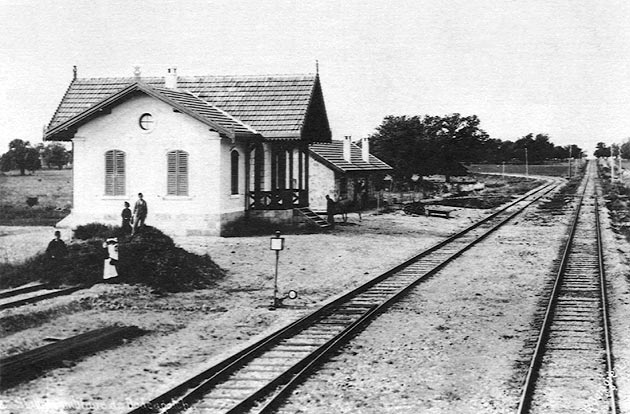
Alexandrúpoli vasútállomása 1893-ban

A város történelme csupán a 19. századig nyúlik vissza, mikor halászok egy csoportja falut alapított a mai város helyén. A település ekkor kapta a Dedeagacs nevet (görögül Δεδεαγάτς, törökül Dedeağaç), melynek a jelentése a nagyapa fája. A név onnan ered, hogy a török dervisek sok időt töltöttek egy helyi fánál, ahol temetkeztek is. A hamarosan megépült az Isztambul-Kuleliburgaz vasútvonal, amely településen is átvezetett. A város a vasútvonalnak köszönhetően az Ottomán Birodalom uralma alatt fejlődésnek indult, ahol sok gépkezelő és mozdonyvezető telepedett le. Így a város a kis halászfaluból hamar kinőtt. Az  1877–78-as orosz–török háború alatt a település az Orosz Birodalom kezére került. Ekkor az orosz tisztek megkezdték a települést várossá fejleszteni. Igyekeztek eltüntetni minden macskaköves, sikátoros utcát, és helyettük széles utakat alakítottak ki. A háború után a település visszakerült török kézbe, ám a város megőrizte az oroszok által kialakított formáját. A város egészen a balkáni háborúkig ottomán kézen maradt, míg 1912-ben bolgár és görög csapatok szállták meg. Az első balkáni háború alatt Bulgária és Görögország szövetségben állt egymással, de a második balkáni háború alatt megváltozott ez a viszony. 1913 júliusában a város görög kézre került, de végül Bulgária része lett, mint Nyugat-Trákia székhelye. Az első világháború alatt a város sokszor cserélt gazdát, de végül a háborút követő neuilly-i béke értelmében a település Bulgáriától átkerült Görögországhoz. 1920-ban a várost átkeresztelték mai nevére I. Sándor görög királyról. A második világháború alatt jelentős károkat szenvedett a bolgár csapatok tevékenysége miatt, de a háborút követően ismét talpra állt. 1951-ben 16 332, 1981-ben 35 999 fő volt a lakossága. Napjainkban Alexandrúpoli forgalmas kikötőváros, valamint Evru prefektúra székhelye.

## A település napjainkban
A város elsősorban átutazóul szolgál a Törökországba tartó turisták részére. Alexandrúpoli a nyugati turisták által kevésbé ismert, a külföldiek nagy része bolgár a közeli országhatár miatt. A város strandja a város körzetében lévő Díkella falu, amely inkább a helyiek által használatos.
Alexandrúpoli nem kifejezetten az a tipikus görög város a fehérre meszelt házakkal és a szűk utcákkal. A várost széles, egyenes utak, kelet-európai stílusú házak jellemzik, hiszen a település orosz mintára épült a balkáni háborúk során. Érdekesség, hogy a városban található Görögország legmagasabb világítótornya.
Alexandrúpolin halad át a régen nagy jelentőséggel bíró Isztambult és Európa más részeit összekötő vasút. Ezen kívül a város rendelkezik egy kisebb repülőtérrel, ahonnan Kréta szigetére és Athénba indulnak járatok. Nagyobb időközönként Németországba és Oroszországba is járnak repülőgépek.

## Testvérvárosai
- Burgasz, Bulgária

## Fordítás
- Ez a szócikk részben vagy egészben  az   Alexandroupoli című angol Wikipédia-szócikk fordításán alapul.  Az eredeti cikk szerkesztőit annak laptörténete sorolja fel. Ez a jelzés csupán a megfogalmazás eredetét és a szerzői jogokat jelzi, nem szolgál a cikkben szereplő információk forrásmegjelöléseként.